# Винкель, Лео
Лев Винкель (15 сентября 1885 года, Кёльн — 12 марта 1981 года, Дуйсбург) — немецкий архитектор, инженер-строитель. Автор высотного бункера типа Winkel.

## Биография
Лев Винкель родился 15 сентября 1885 года в городе Кёльн.
18 сентября 1934 года он создал дизайн высотного бункера за который 9 апреля 1938 года он получил патент в Императорском патентном ведомстве. С 31 декабря 1936 года его компания Winkel & Co. начала строительство башен. После окончания Второй мировой войны он продолжал работать архитектором. Умер 12 марта 1981 года в Дуйсбург и был похоронен в Динслакене.

## Галерея
- Оборонная башня в Фалькензе
- Оборонная башня в Кнапсаке
- Оборонная башня в Гисене